# Laura Kraut
Laura Kraut (Camden, 14 novembre 1965) è una cavallerizza statunitense, vincitrice della medaglia d'oro nel Salto ostacoli a squadre, alle olimpiadi di Pechino 2008.

## Palmarès
- Olimpiadi

Pechino 2008: oro nel salto ostacoli a squadre.